# Pauli Trond Petersen
Pauli Trond Petersen (født 4. februar 1974 i Tórshavn) er en færøsk forretningsmand og politiker for (FF) og (T).

## Baggrund
Han er uddannet markedsøkonom, og inden for virksomhedsrådgivning og bankvæsen. Siden 2010 er han salgs- og markedschef i livsforsikringsselskabet Føroya Lívtrygging (LÍV) i Tórshavn. Han har tidligere været finansdirektør i plast- og etikettefabrikken P/f Vest Pack i Vestmanna 2008–2010, virksomhedsrådgiver i Eik Banki 2004–2008, direktør i havbrugsselskabet Sp/f Dalásmolt i Tórshavn 2003–2004 og kontorfuldmægtig hos told- og skattevæsenet på Færøerne 2001–2003. Petersen har også været ekstern lektor i havbrug ved Fiskivinnuskúlin i Vestmanna. Han er gift med Barbara Brattaberg fra Vágur, de har tre børn, hvoraf de to yngste er adopteret fra Kina og Korea. Den ældste søn, Torstein Brattaberg, har er danmarksmester og nordisk mester i indendørsroning for drenge 15-16 år og færøsk mester i indendørsroning for drenge 15-16 år og drenge 18 år.

## Politisk karriere
Petersen har været medlem af kommunalbestyrelsen i Vestmanna siden 1. januar 2005 og borgmester siden 1. januar 2013. Han var formand i havnebestyrelsen og kulturudvalget 2005–2008 og teknisk udvalg 2009–2012. I 2011 var han suppleant til Lagtinget for  Fólkaflokkurin. Efter Kaj Leo Johannesens rent borgerlige regering kom til i 2011 brød han med Fólkaflokkurin på grund af dens højreorienterede økonomiske politik, og opstillede som kandidat til Lagtinget og Folketinget for Tjóðveldi i 2015. Han blev ikke valgt, men kom efter dannelsen af Regeringen Aksel V. Johannesen i Lagtinget som suppleant.